# Willy Wolf
Willy Wolf, även omnämnd som Willi Wolf eller Willy Wolff, var en fotbollstränare som bland annat var verksam i allsvenska Gais säsongen 1949/1950. Hans nationstillhörighet är oklar, men enligt de flesta källor var han schweizare.

## Karriär
Wolf var omkring 1936 tränare för schweiziska FC Winterthur. År 1938 dök han upp i Sverige, då han under tre månader engagerades av Stockholmsklubbarna Hammarby IF och IK Sture. Han sades då ha varit en tidigare schweizisk landslagsman ("international") som även hade verkat som tränare i Spanien och Italien. Sannolikt är det samme Wolf som under andra världskriget var tränare för de schweiziska klubbarna FC Chur (1942/1943), FC Basel (1943/1944) och FC Lugano (1944/1945), och som 1949 tränade norska IK Start.

### Gais
Sommaren 1949 blev han tränare för allsvenska Gais, och han sades då på senare år ha varit verksam i Schweiz, Norge och Belgien. Han kallade sig ömsom fransman, ömsom schweizare, men ryktades i själva verket ha varit "stortysk" och ha haft en bakgrund som nazist. Hur som helst kom han med nya, radikala träningsmetoder till klubben: Han inledde sin första träning med Gais med att beordra lagets längste spelare (Sven "Jack" Jacobsson) och dess kortaste (Stig Andersson) att spela en mot en på den fullstora planen på Gamla Ullevi. Efter bara fem minuter var båda spelarna helt slut, och Wolf drog slutsatsen att laget hade för dålig kondition. Han införde därför stenhårda konditionspass och förbjöd spelarna att prata under träningen, samt vägde spelarna och mätte deras midjemått varje kväll. Efter den omilda behandlingen inledde Gais serien uselt, och lagets nye center Knut Almqvist lär ha drömt mardrömmar om Wolf, som emellertid till sist ledde Gais till en femteplats i Allsvenskan 1949/1950.
Efter bara en säsong lämnade Wolf Gais sommaren 1950. Innan han gick vidare hjälpte han dock både centerhalven Gunnar Johansson (Olympique de Marseille) och högeryttern Egon Johnsson (Stade Français) till proffskontrakt i Frankrike. Han ska under sommaren 1950 även ha legat bakom Olympique Marseilles värvningar av både Gunnar "Säffle" Andersson och Dan Ekner från IFK Göteborg.

### Fortsatt karriär
Om Wolfs vidare öden är inte mycket känt. Enligt Dagens Nyheter (2 maj 1950) skulle han därefter "återgå till sin verksamhet i Norge", men enligt andra uppgifter var han säsongen 1950/1951 i stället tränare för Stade Français, den franska klubb till vilken han hade hjälpt Egon Johnsson. Den stridbare Ceve Linde uttalade sig i Dagens Nyheter den 7 november 1950 emot utländska tränare i Allsvenskan, och tog i sammanhanget upp Wolf, "vilkens påstådda meriter inte motsvarade verkligheten."